# بضة
بَضَّة أو رقيق القشرة (الاسم العلمي: Leptodora)، جنس يحتوي على نوعين من براغيث المياه المفترسة الكبيرة والشفافة تقريبًا. يصل طولها إلى 21 مم (0.83 بوصة)، مع قرنين استشعاريان كبيران تُستخدم للسباحة وعين مركبة واحدة. تستخدم الأرجل للقبض على المجادف الرجلية التي تتلامس معها بالصدفة. يوجد Leptodora kindtii في البحيرات (ولاية) المعتدلة عبر نصف الكرة الشمالي وربما تكون مضاعفات الدرقة الوحيدة التي تم وصفها على الإطلاق في الصحف؛ لا يُعرف نوع L. richardi إلا في شرق روسيا. في معظم أوقات العام، تتكاثرالبضة بالتوالد العذري، حيث يظهر الذكور فقط في وقت متأخر من الموسم، لإنتاج بيض الشتاء الذي يفقس في الربيع التالي. البضة هو الجنس الوحيد في فصيلته، البضيات (Leptodoridae)، ورتيبة، بسيطات الأرجل (Haplopoda).